# Olonbulukia tsaidamensis
Olonbulukia tsaidamensis è un mammifero artiodattilo estinto, appartenente ai bovidi. Visse nel Miocene medio - superiore (circa 15 - 10 milioni di anni fa) e i suoi resti fossili sono stati ritrovati in Asia.

## Descrizione
Questo animale era un bovide di taglia media, grande più o meno quanto un egagro (Capra aegagrus). Era caratterizzato dalla parte superiore del cranio fortemente rigonfia; il profilo del cranio aveva un margine dorsale ricurvo anziché dritto. In questo, il cranio richiamava quello di Protoryx. Olonbulukia era inoltre caratterizzato da cavicchi ossei delle corna piuttosto gracili, dalla sezione ovale e compressi lateralmente alla base. Essi divenivano poi carenate nella parte anteriore, leggermente divergenti, con una debole struttura a spirale e fortemente incurvati all'indietro. 

## Classificazione
Olonbulukia è probabilmente un membro estinto dei caprini. Venne descritto per la prima volta da Birger Bohlin nel 1937, sulla base di resti fossili ritrovati in Tibet, nella zona di Qaidam. Altri resti sono poi stati ritrovati in Cina settentrionale, nella zona di Wuzhong.